# Richard Bowyer (cónego)
Richard Bowyer (falecido em 12 de maio de 1471) foi um cónego de Windsor de 1459-1471.

## Carreira
Ele foi nomeado:
- Reitor de Chingford, Essex
- Prebendário de Morehall na igreja colegiada de Gnosall 1452-1461
- Reitor da St. Mildred Poultry 1455-1471
- Capelão dentro da Casa.

Ele foi nomeado para a quinta bancada na Capela de São Jorge, Castelo de Windsor, em 1459, posição que ocupou até 1471.